# Lycée en Forêt
Le Lycée en Forêt ou en abrégé LEF, est un lycée public français de l'académie d'Orléans-Tours situé sur le territoire de la commune de Montargis dans le département du Loiret en région Centre-Val de Loire.
Les effectifs du lycée se partagent entre les classes de préparation au Baccalauréat et les classes menant au Brevet de Technicien Supérieur (BTS).
L'établissement est l'un des six lycées de l'Agglomération Montargoise Et Rives Du Loing (AME)  avec les lycées de Château Blanc, Lycée Durzy, Saint-Louis, Lycée Jeannette-Verdier et Le Chesnoy, et l'un des 32 lycées du Loiret.

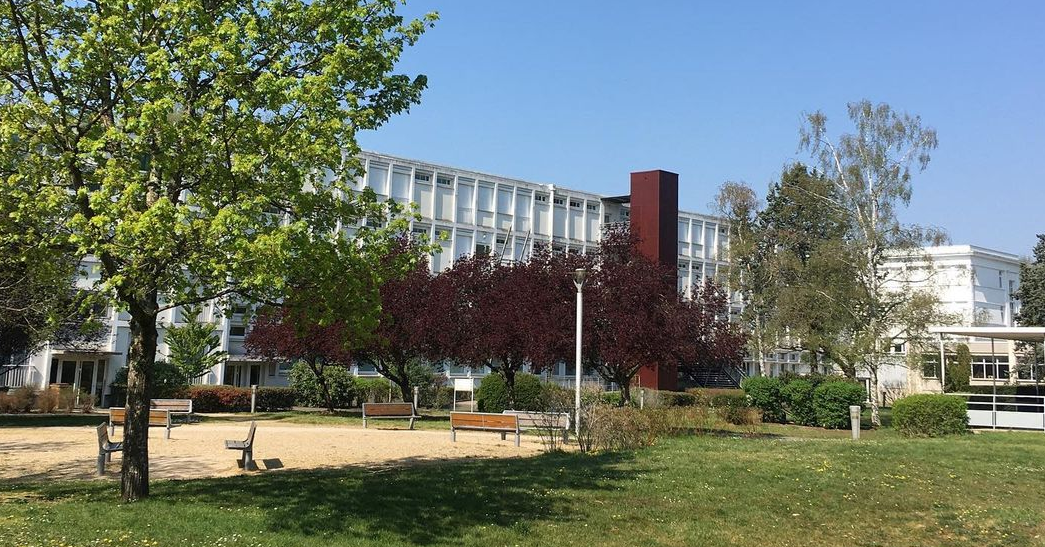
Arrière du Bâtiment E (2020)

## Historique

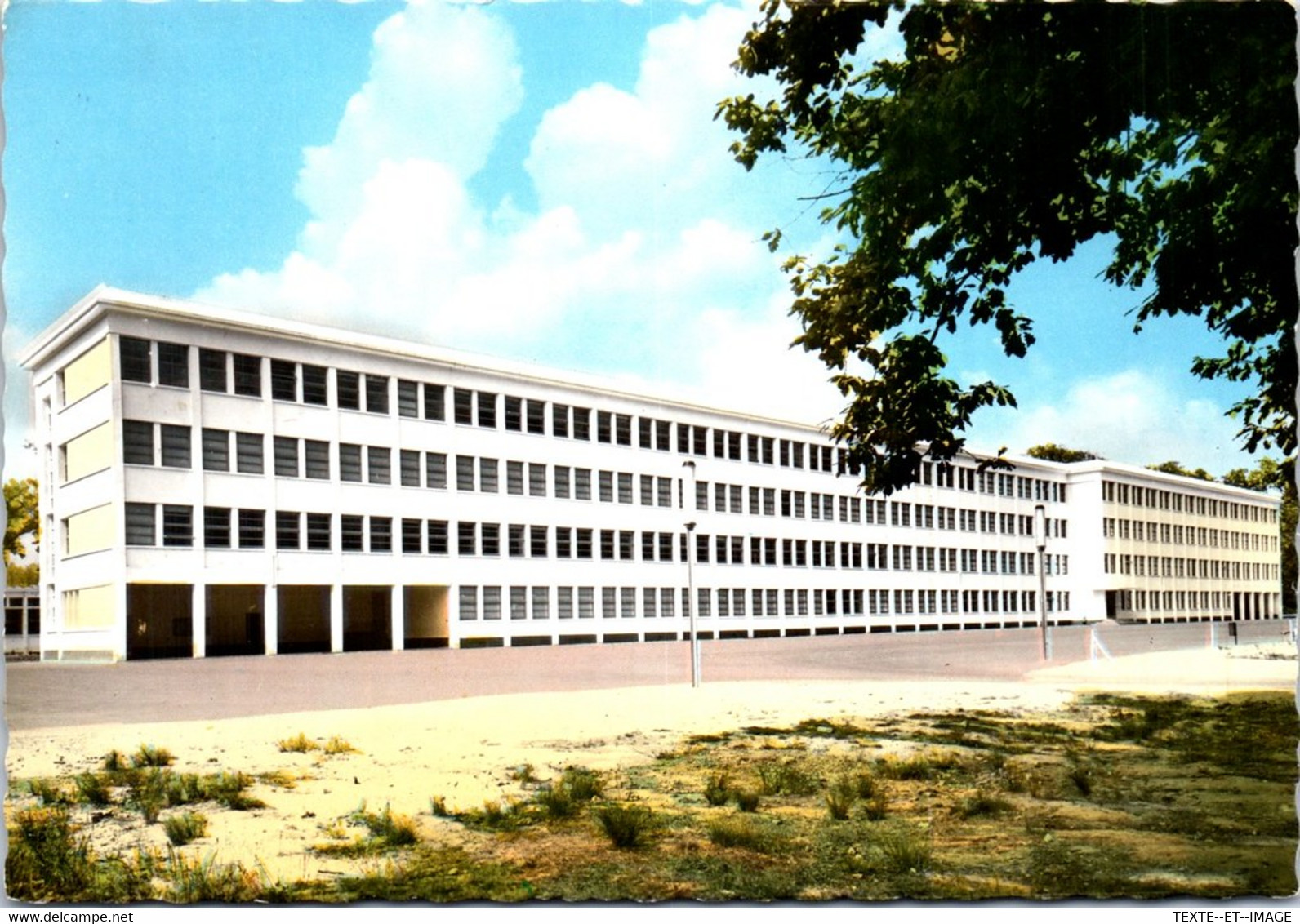
Arrière du Bâtiment B (Carte Postale des années 1960)

L'établissement ouvre ses portes en 1960. Il est mis en place afin de remplacer et fusionner les deux lycées existant alors à Montargis, le lycée classique et moderne de garçons de la rue Gambetta d'une part et le lycée de jeunes filles de la rue du Chinchon.

La totalité des enseignements secondaires dispensés dans les deux anciens lycées est transférée au lycée en forêt à la rentrée scolaire 1963.
L'internat des garçons est opérationnel dès 1963, celui des filles ouvre en 1965. Mais à partir des années 1970, le lycée ouvre un internat dédié au garçons et filles. De plus, l'ancien internat fille est devenu l'internat BTS.

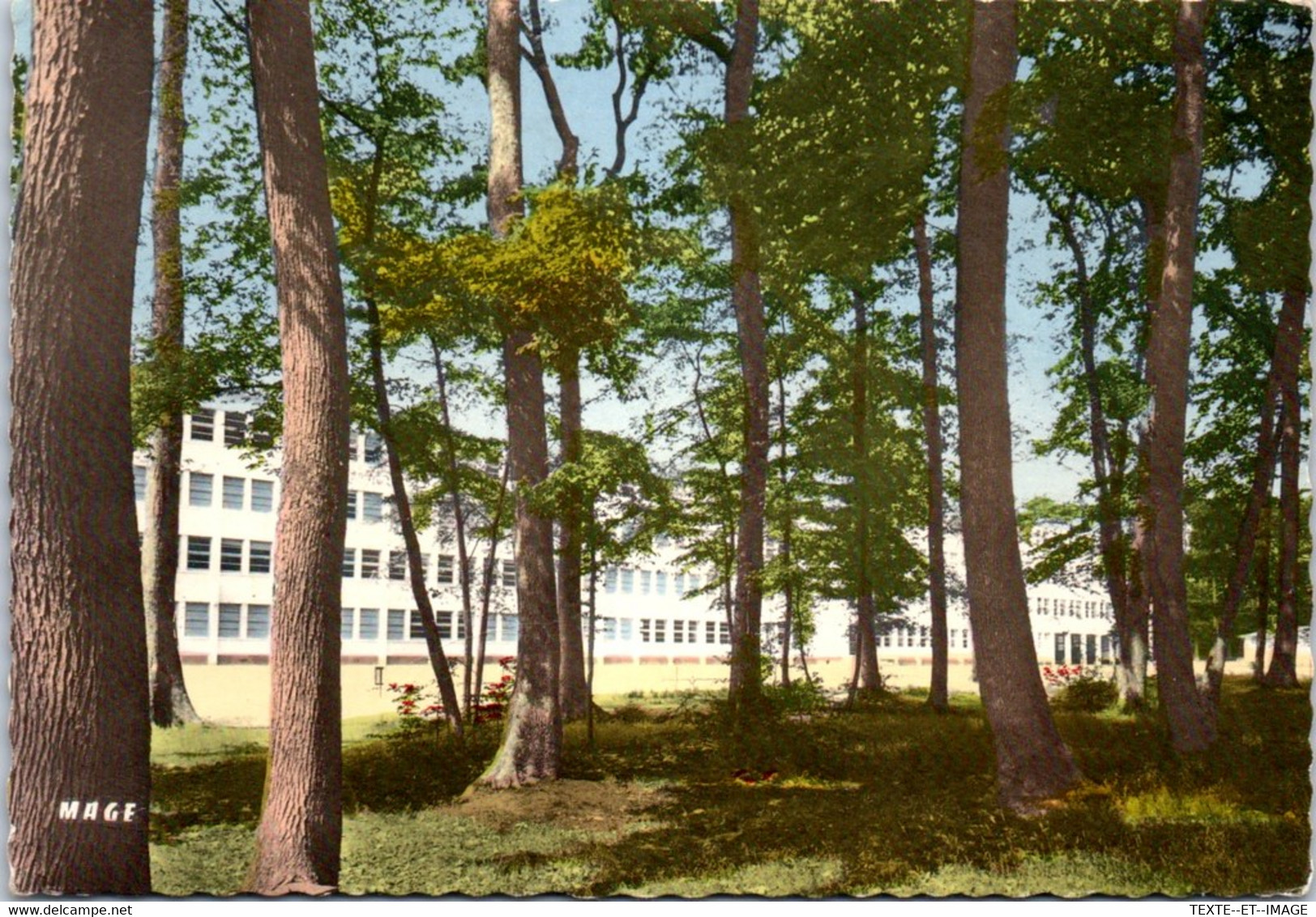
Arrière du Bâtiment B (Carte Postale des années 1960)

Le lycée est doté d'un Centre de Documentation et d'Information (CDI) en 1992.
Le personnel est composé de plus de 200 personnes.
Évolution des effectifs
Le nombre d'élèves scolarisés dans l'établissement est resté relativement stable de 2003 à 2009 avant d'observer une baisse à partir de la rentrée 2010 et une remontée à partir de 2017. Puis reste stable depuis 2019.

## Installations

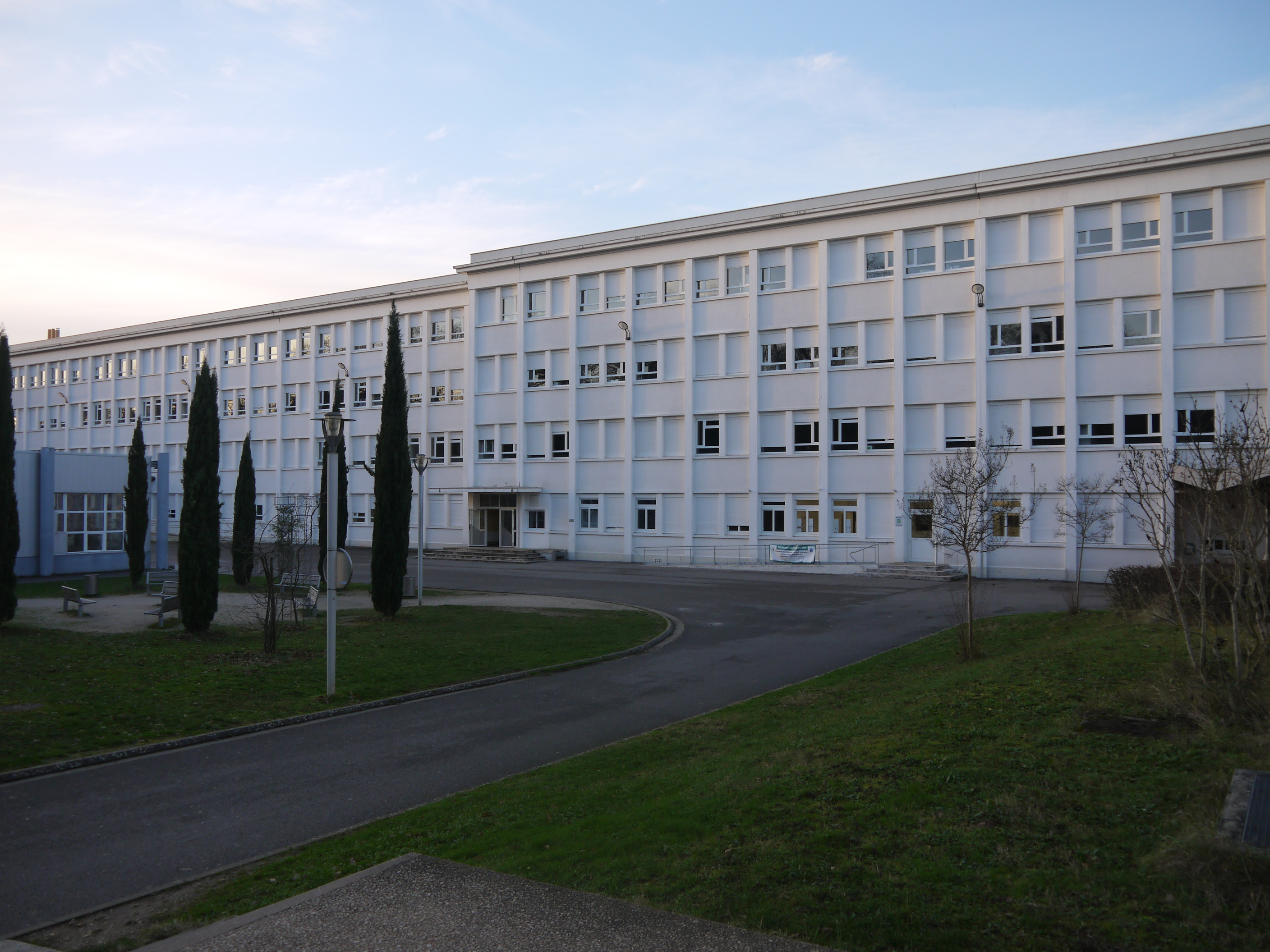
Bâtiment B (2023)

Le Lycée en Forêt est un établissement d'enseignement secondaire général et technologique construit sur un terrain de 7 hectares. Il est situé à Montargis au 45 Avenue Louis-Maurice Chautemps, anciennement la route de Paucourt. Doté d'une capacité de 1 900 élèves, il comprend un internat garçons-filles et BTS.

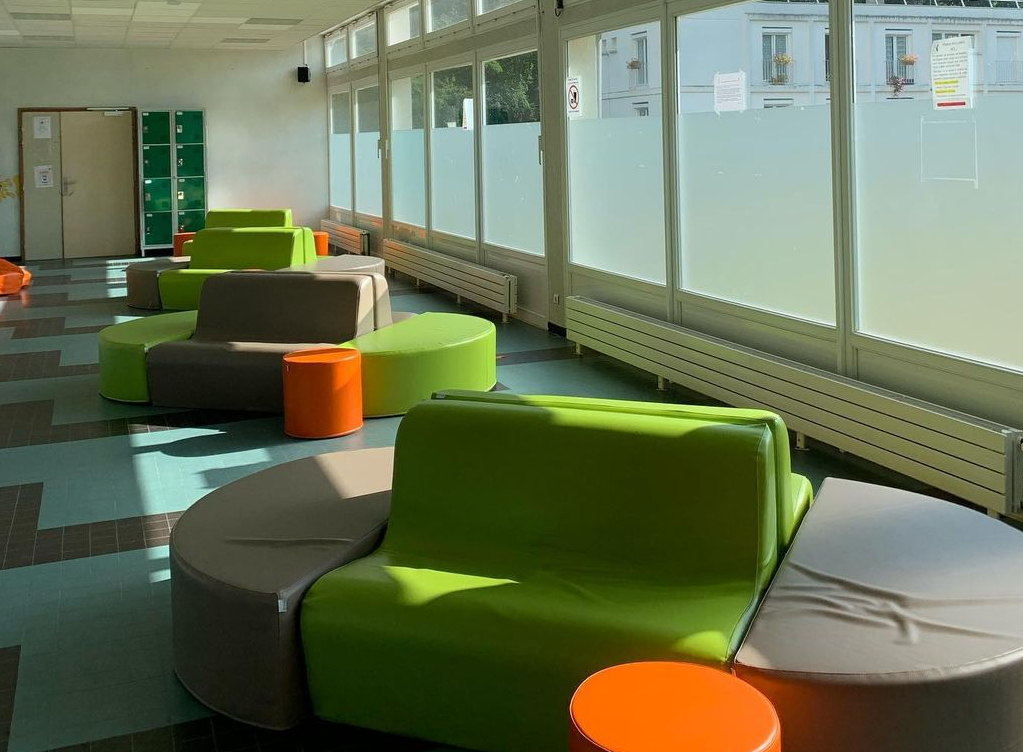
Maison Des Lycéen•ne•s du LEF (2020)

Plusieurs bâtiments composent le lycée. Le bâtiment A héberge un restaurant scolaire. Le bâtiment B comporte trois étages : 1er étage pour tous types de cours, 2e étage accueille des salles de travaux pratiques (TP) et des salles de cours pour les sciences de la vie et de la terre et la filière STL, le 3e étage offre des salles de TP et salles de cours destinées à l'enseignement de la physique et de la chimie. Le bâtiment R est réservé aux élèves de la section de brevet de technicien supérieur (BTS). Le bâtiment E se compose, au rez-de-chaussée, du forum, et de trois étages supplémentaires. Le bâtiment C héberge le foyer (la MDL) et l'internat. Un bâtiment particulier est réservé au centre de documentation et d'information (CDI).

## Formation

### Préparation au baccalauréat
Le lycée prépare au Baccalauréat : Baccalauréat Général, Baccalauréat Technologique Sciences et Technologies du Management et de la Gestion (STMG) et Baccalauréat Technologique Sciences et Technologies de Laboratoire (STL).
À la rentrée scolaire 2011, le lycée comptait respectivement 452, 405 et 513 élèves en classes de seconde, première et terminale.

### Préparation au brevet de technicien supérieur
L'établissement héberge également des classes menant à trois séries de BTS : assistant de gestion des petites et moyennes entreprises (BTS PME, PMI), comptabilité et gestion des organisations (CGO), négociation et relation client (NRC).
À la rentrée scolaire 2011, le lycée comptait 133 élèves en classes de BTS.
En 2015, le lycée compte 3 classes des séries de BTS de première année ainsi que 3 classes de deuxième année de BTS.

## Indicateurs de résultats au baccalauréat

### Taux de réussite par série

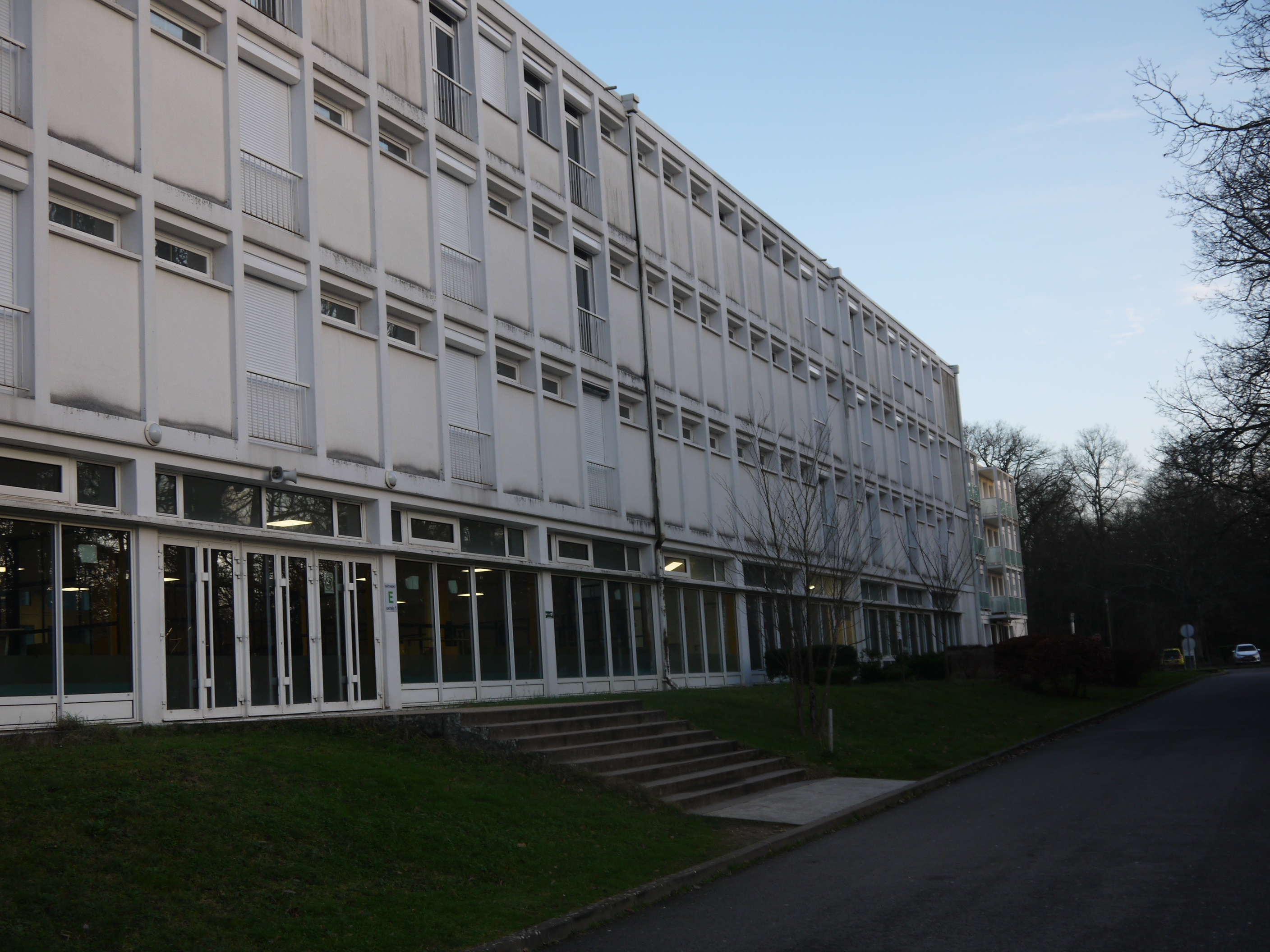
Bâtiment E (2023)

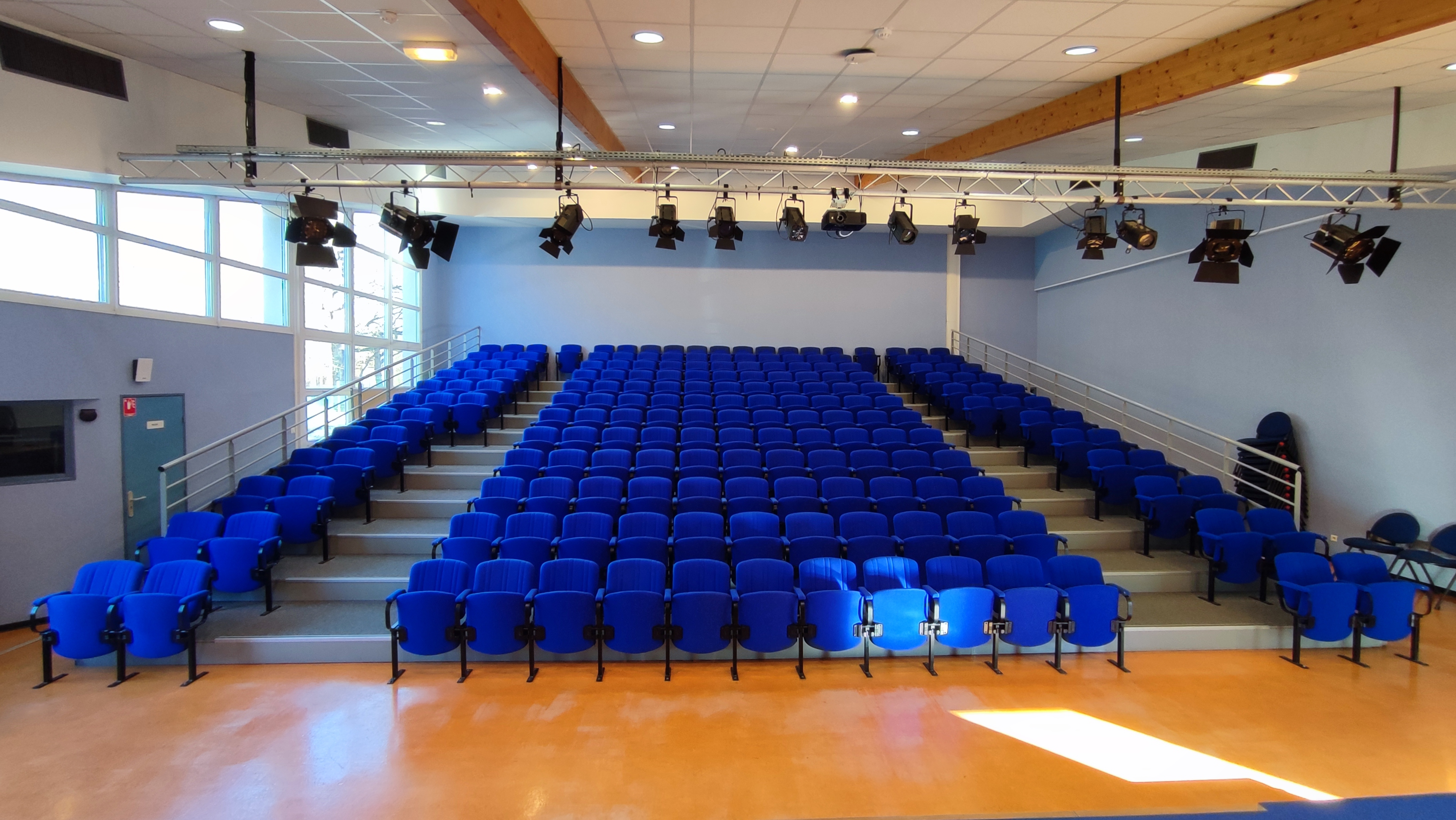
Amphithéâtre de 200 places

| Série | Taux de réussite | Taux attendu (académie) | Taux attendu (France) | Nombre de candidats |
| --- | ---------------- | ----------------------- | --------------------- | ------------------- |
| Toutes | 85               | 85                      | 88                    | 532                 |
| L | 84               | 83                      | 87                    | 77                  |
| ES | 74               | 81                      | 87                    | 121                 |
| S | 87               | 89                      | 92                    | 173                 |
| STMG | 92               | 81                      | 85                    | 135                 |
| STL | 92               | 93                      | 92                    | 26                  |
| Source : Indicateurs de résultats des lycées, ministère français de l'éducation nationale (2010). Note : les indicateurs du ministère permettent d'évaluer les résultats d'un lycée par rapport à ceux d'établissements comparables dans l'académie et au plan national, ils tiennent compte des caractéristiques scolaires et sociales des élèves (profession des parents, parcours scolaire, sexe). Les taux attendus sont des valeurs théoriques de succès au baccalauréat calculées en fonction des caractéristiques spécifiques de l'établissement. |                  |                         |                       |                     |

### Taux de réussite en fonction de l'année d'entrée dans l'établissement
En 2010, les taux de réussite au baccalauréat sont inférieurs au taux attendus (référence nationale) et identiques au taux attendus (référence académique).
| Classe d'entrée                                                                                   | Taux de réussite | Taux attendu (académie) | Taux attendu (France) | Effectifs |
| ------------------------------------------------------------------------------------------------- | ---------------- | ----------------------- | --------------------- | --------- |
| Seconde                                                                                           | 69               | 69                      | 72                    | 464       |
| Première                                                                                          | 83               | 84                      | 87                    | 537       |
| Source : Indicateurs de résultats des lycées, ministère français de l'éducation nationale (2010). |                  |                         |                       |           |

### Proportion d'élèves bacheliers à la sortie de l'établissement en fonction de leur année d'entrée
Une proportion de 72 % des élèves entrés au lycée en Forêt en classe de seconde ou de première ont obtenu leur baccalauréat en 2010; cette proportion augmente à 91 % pour des élèves ayant intégré l'établissement en classe de terminale.
| Seconde ou première                                                                               | 72 | 72 | 74 |
| Terminale                                                                                         | 91 | 91 | 91 |
| Source : Indicateurs de résultats des lycées, ministère français de l'éducation nationale (2010). |    |    |    |

## Personnalités liées à l'établissement
Parmi les anciens élèves, on peut citer :
- Pascal Thomas, réalisateur français né en 1945 ;
- Patricia Petibon, artiste lyrique française née en 1970[réf. nécessaire][5] ;
- Ivan Calbérac, réalisateur français né en 1972 ;
- Gaëtan Roussel, chanteur français né en 1972, membre de Louise Attaque et Tarmac[6] ;
- Robin Feix, chanteur français né en 1971, bassiste de Louise Attaque[6] ;
- Karim M'Ziani, juriste international français né en 1995.